# Европейский маршрут E62
Европейский маршрут Е62 — европейский автомобильный маршрут категории А, соединяющий два основных европейских порта Нант (Франция) и Генуя (Италия).
Общая протяженность маршрута E62 составляет около 1307 км, из которых 601 км во Франции, 398 км в Швейцарии и 308 км в Италии. Е62 пересекает Альпы по перевалу Симплон на высоте 2005 м.

## Города, через которые проходит маршрут
- Франция: Нант — Шоле — Брессюир — Партене — Пуатье — Люссак-ле-Шато[англ.] — Гере — Гузон — Монлюсон — Монмаро — Макон —
- Швейцария: Женева — Лозанна — Монтрё — Мартиньи — Сьон —
- Италия: Вербания — Милан — Тортона — Генуя

Е62 связан с маршрутами
| - E60 - E03 - E05 - E09 - E11 - E607 |  | - E15 - E21 - E611 - E25 - E23 - E27 |  | - E35 - E64 - E70 - E80 |

## Фотографии

Е62 около Генуи в Италии
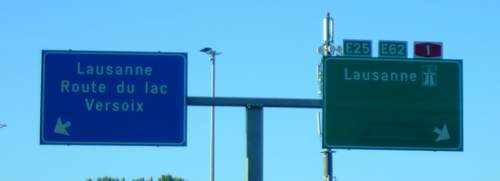
Е62 в Швейцарии
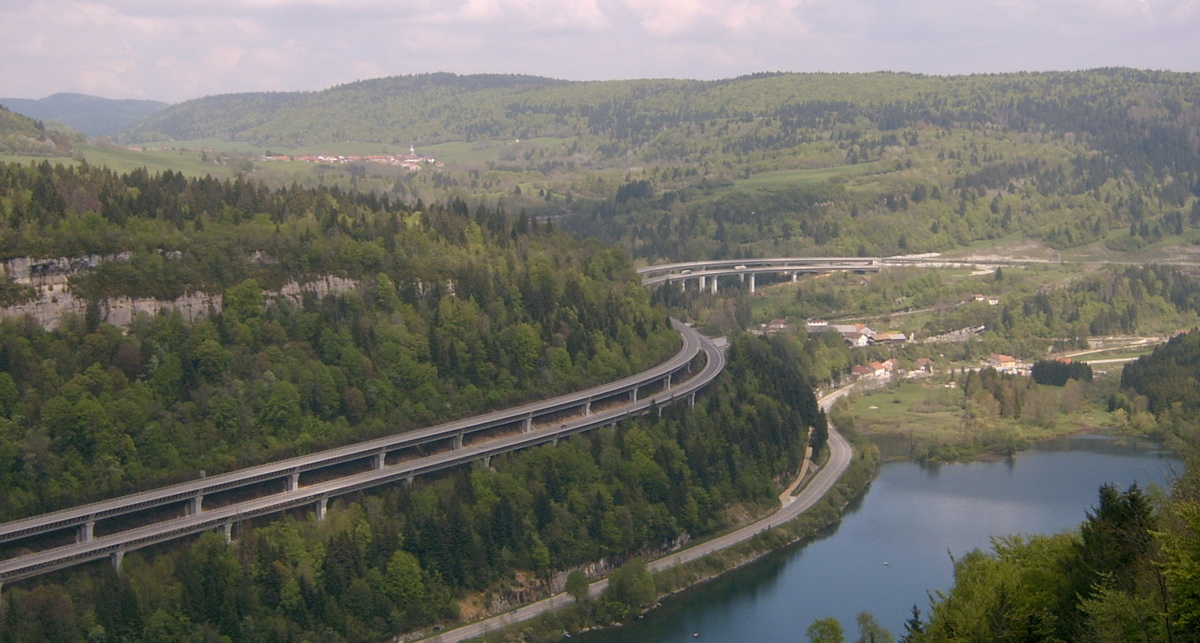
Виадук около Нантюа (Франция)
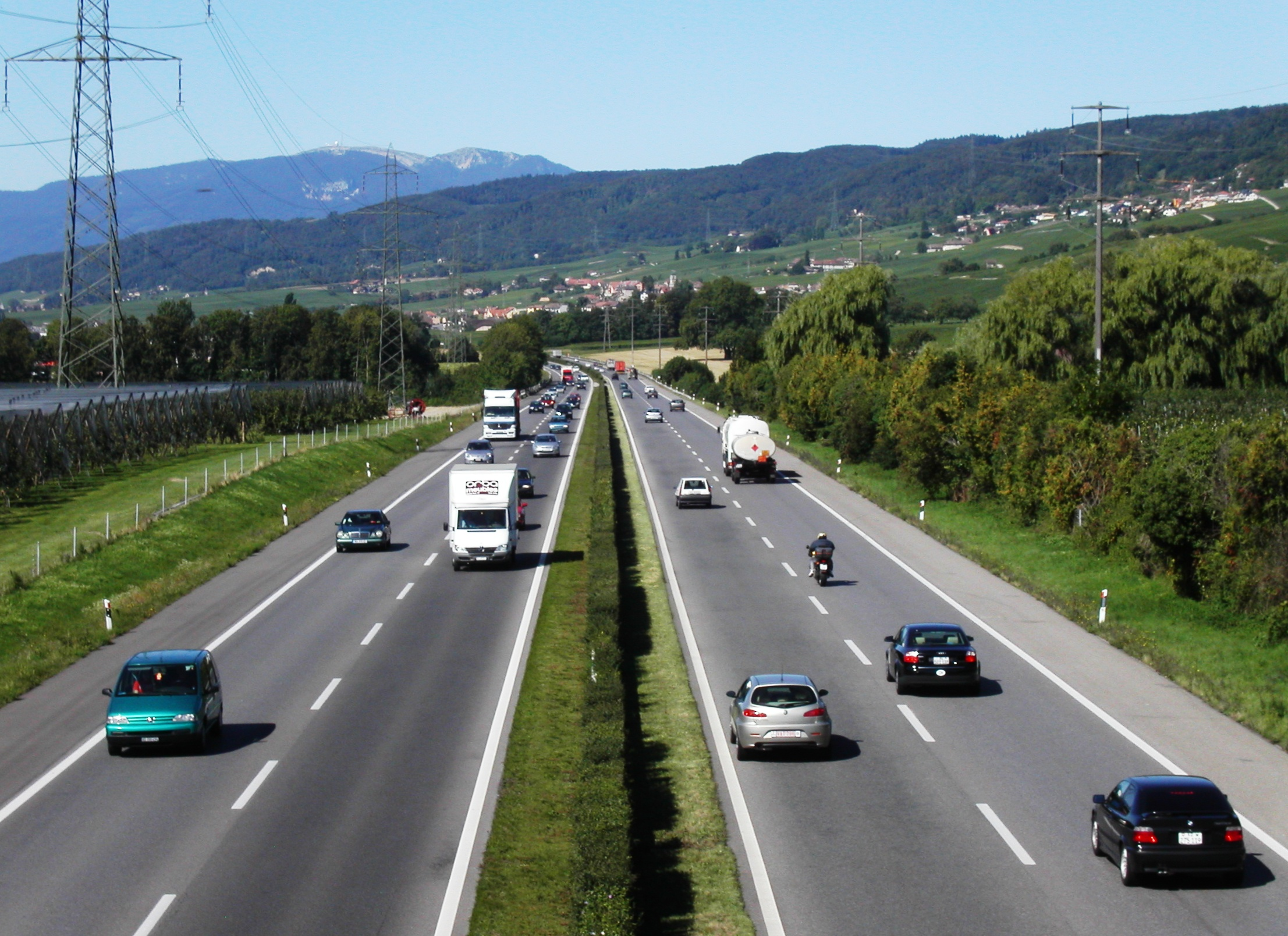
Е62 между Женевой и Лозанной